# Jörn Luther
Jörn Luther (* 9. März 1966 in Weimar) ist ein deutscher Germanist und Historiker und Schriftsteller und Dissident in der DDR.

## Biographie

### Luther als Autor
Luther machte 1982–1984 Ausbildung als Zootechniker in Gotha, nachdem er wegen oppositioneller Tätigkeit und Stasi-Haft vom Gymnasium verwiesen wurde. Dem folgten verschiedene Tätigkeiten (Möbelpacker, Lagerist, Zusteller, Heizer) 1990–1992 holte er das Abitur in Weimar nach und studierte Germanistik, Philosophie und Geschichte in Jena, Halle (Saale) und Berlin; 1994–1997 Mitorganisation der I.-IV. Treffen junger deutscher Autoren in Thüringen, 1997–1998 Organisation der Berliner Literaturveranstaltung „Sklavenmarkt“, Organisation von Poetry-Slams. Er lebt in Berlin. Seine Erlebnisse in der DDR verarbeitet Luther auch literarisch. Luther ist auch Gründungsmitglied der Band Timur und sein Trupp.

### Luther als Dissident in der DDR
Luther war in Opposition zur DDR und war einer der „Sprüher von Weimar“ und brachte so seine Haltung zum Ausdruck. Von diesen sind erkennungsdienstliche Fotos erhalten, die wiederum auch auf dem Einband des 2011 erschienenen Buches von Holm Kirsten, Ulrich Jadke, Jörn Luther und Thomas Onißeit Macht aus dem Staat Gurkensalat zu sehen sind. Die drei weiteren Autoren sind die weiteren „Sprüher von Weimar“, die wie er Gefängnisstrafen erhielten. „Wehr Dich“, „Schlag zurück“ und „Macht aus dem Staat Gurkensalat“ waren die Losungen ihrer Graffiti, die im Vorfeld des Nationalfeiertags der DDR im Oktober 1983 an den verfallenden Fassaden der Klassikerstadt Weimar zu lesen waren. Dafür war er mehrere Monate im Stasi-Gefängnis in der Andreasstraße in Erfurt.

## Werke
- Reiner reine, lirum, larum, Ged., mit Frank Willmann, Berlin 1990.
- Über dem kaukasus lag dein blauer – ein hansheinzewersroman, mit Frank Willmann, Köln 1992.
- Reality l.i.t. Abreißblock, mit Frank Willmann u. a., Mainz 1993.
- Roman der 6, mit Frank Willmann u a., Köln 1996.
- Sag mal A, Rudolstadt 1996.
- Ab & zu möchte ich was ganz anderes, Berlin 1997.
- Neun Märchen, die Bengta Bischoff nicht schrieb, Halle/Saale 1998.
- Und niemals vergessen – Eisern Union!, mit Frank Willmann, Berlin 2000.
- Die Idioten, Roman, mit Frank Willmann, Mainz 2002.
- BFC Dynamo – Der Meisterclub, mit Frank Willmann, Berlin 2003.
- Tindbad, der Teefahrer, 2010.
- Macht aus dem Staat Gurkensalat, mit Ulrich Jadke, Holm Kirsten, Thomas Onißeit, Berlin 2011. Auszug auf youtube
- Alles, Berlin 2012.